# 한계순
한계순(韓繼純, 1431년 ~ 1486년)은 조선의 무신(武臣), 문신(文臣)이다. 본관은 청주(淸州)이고 자(字)는 수옹(粹翁)이며 시호(諡號)는 양평(襄平)이다. 세조(世祖), 예종(睿宗), 성종(成宗) 세 임금을 섬겼다.
세조 때인 1456년 음서로 무관(武官) 관직에 천거되었다가 이후 문관(文官)으로도 진출하였다. 예종 때인 1468년 익대공신(翊戴功臣) 1등으로 청평군(淸平君)에 봉해졌다. 성종 때는 좌리공신(佐理功臣) 3등이 됨에 이어 1484년 숭정대부(崇政大夫)로 책록되었다. 벼슬은 동부승지, 우부승지, 좌부승지, 우승지, 좌승지, 공조판서, 이조판서를 거쳐 도총관에 이르렀다.

## 가족 관계
- 고조부 : 한공의(韓公義)
  - 증조부 : 한수(韓修)
    - 할아버지 : 한상경(韓尙敬)
      - 아버지 : 한혜(韓惠)
        - 형님 : 한계윤(韓繼胤)
        - 형님 : 한계미(韓繼美)
        - 형님 : 한계희(韓繼禧)
        - 형님 : 한계선(韓繼善)
          - 장남 : 한곤(韓崑)
            - 손자 : 한종수(韓鍾壽)
            - 손자 : 한종준(韓鍾俊)

          - 차남 : 한강(韓崗)
            - 손자 : 한석(韓碩)
            - 손자 : 한종화(韓鍾華)
            - 손자 : 한종례(韓鍾禮)